# Wayne Cherry
Wayne Cherry (Indianapolis, 1937) è un designer statunitense.

## Biografia

### Gli inizi e l'avvicinamento all'automobilismo
È noto soprattutto per essere stato presidente del settore design General Motors, oltre ad aver assunto ruolo di dirigente progettista alla Vauxhall, alla quale fu responsabile della conversione stilistica dei suoi modelli verso quelli Opel.
Cresciuto a Indianapolis, nella stessa città Cherry fu uno tra i primi dopo la seconda guerra mondiale a frequentare il circuito delle 500 miglia: suo padre era sportellista di banca, ma svolgeva anche come seconda occupazione quella di cronometrista, cosa che permise allo stesso di poter venire a contatto con le vetture e gli automobilisti.
Durante l'adolescenza, partecipò e vinse ad alcune gare di dragster con una sua Chevrolet D-Gas del 1955 da lui personalmente elaborata. Un portfolio di alcuni suoi schizzi di automobili lo aiuto ad essere ammesso al Art Center College of Design di Los Angeles, presso il quale ottenne un diploma di laurea nel 1962.

### L'arrivo alla GM
Non molto tempo dopo venne assunto alla General Motors a rivestire la carica di creativo designer associato. Ai tempi, fu membro dei team di cooperazione che realizzarono i modelli originali della Chevrolet Camaro, della Pontiac Firebird, e della Oldsmobile Toronado. In California maturò la sua passione per le corse sportive, che passò da gare da dilettanti ad altrettante da professionisti a Waterford Hills, nel Michigan.

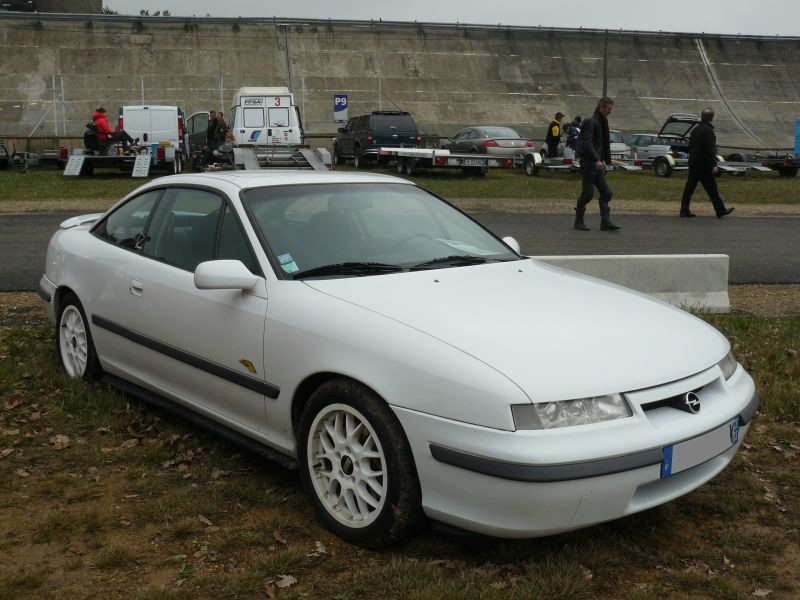
Opel Calibra, una delle opere più famose e apprezzate di Cherry.

Nel 1965 venne preso a lavorare alla Vauxhall in Regno Unito, sempre sotto la direzione della GM. Nel 1970 venne prodotta la sua concept car Vauxhall SRV. Cherry divenne assistente alla direzione per il design un anno dopo, e nei tempi successivi, sotto la sua direzione artistica, venne ridisegnata la Vauxhall Firenza, e prodotte diverse vetture tra cui la Chevette, la Cavalier e la Carlton.
Nel 1983 divenne direttore del design presso il Centro Design della Opel a Rüsselsheim, in Germania, in seguito ai consolidamenti economici tra la casa e la Vauxhall. Si occupò della riorganizzazione delle strutture interne dei team di cooperazione europei della General Motors, tanto che diversi modelli di entrambe le case produttrici che vennero prodotti, ebbero in comune lo stesso design. Disegnò diversi modelli, alcuni dei quali abbastanza noti, tra cui la Opel Astra, la Corsa, la Calibra e la Tigra.

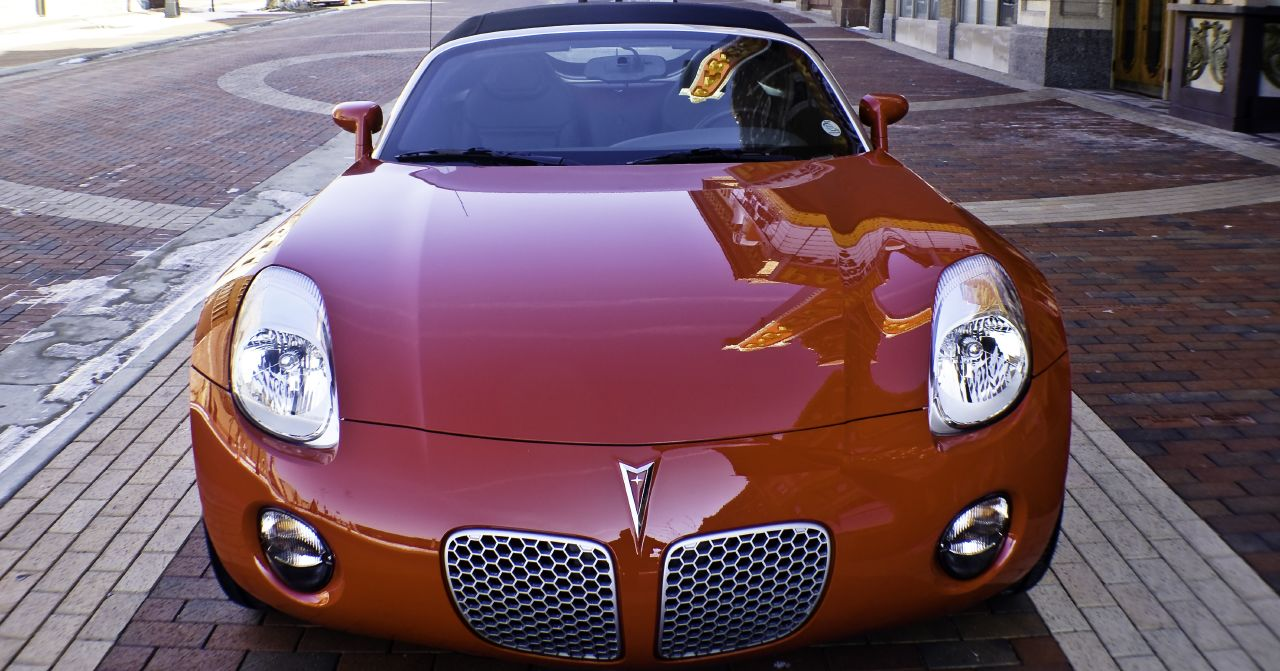
Pontiac Solstice, ultima opera del designer statunitense

Ritornò a prendere parte delle operazioni della GM attraverso la Chevrolet nel 1991, pur continuando in parallelo i suoi progetti per l'Europa. Molti dei suoi disegni all'epoca comprendevano modelli realizzati per Chevrolet, Geo, Saturn, Pontiac e altri. Nel 1992 divenne presidente dell'istituto mondiale di design della General Motors: la sua responsabilità coprì tutte le compagnie automobilistiche nord americane affilate ad essa quali la Buick, Cadillac, Chevrolet, Chevrolet Truck, GMC, Hummer, Pontiac e Saturn. Sotto la sua direzione artistica si realizzarono modelli come la Pontiac Solstice, la Cadillac Sixteen, la Hummer H2 e la Chevrolet SSR.
Cherry andò in pensione nel 2004, lasciandosi alle spalle un'intensa carriera di successi e innovazioni.